# Sericiete verandering
Sericiete verandering is het proces waardoor het gesteente wordt omgezet in het mineraal sericiet, een fijn wit mica. Het wordt gevormd door de afbraak van veldspaat.